# Ермоловка (Самарская область)
Ермо́ловка — деревня в Челно-Вершинском районе Самарской области России. Входит в состав сельского поселения Озерки.

## География
Деревня находится в северной части Самарской области, в пределах Высокого Заволжья, в лесостепной зоне, на берегах реки Малая Шлама, на расстоянии примерно 25 километров (по прямой) к юго-западу от села Челно-Вершины, административного центра района. Абсолютная высота — 161 метр над уровнем моря.
Климат
Климат характеризуется как умеренно континентальный, с холодной малоснежной зимой и жарким сухим летом. Среднегодовая температура воздуха — 3,4 °С. Средняя температура воздуха самого тёплого месяца (июля) — 19,4 °C (абсолютный максимум — 42 °C); самого холодного (января) — −13 °C (абсолютный минимум — −47 °C). Среднегодовое количество атмосферных осадков составляет 498 мм, из которых 339 мм выпадает в период с апреля по октябрь. Снежный покров держится в течение 151 дня.
Часовой пояс
Деревня Ермоловка, как и вся Самарская область, находится в часовой зоне МСК+1. Смещение применяемого времени относительно UTC составляет +4:00.

## Население
| 2010 |
| ---- |
| 30   |

Половой состав
По данным Всероссийской переписи населения 2010 года в гендерной структуре населения мужчины составляли 46,7 %, женщины — соответственно 53,3 %.
Национальный состав
Согласно результатам переписи 2002 года, в национальной структуре населения русские составляли 94 % из 50 чел.